# Potęgowo (powiat słupski)
Potęgowo (kaszb. Pòtãgòwò, niem.: Pottangow) – wieś gminna w Polsce położona w województwie pomorskim, w powiecie słupskim, w gminie Potęgowo na trasie linii kolejowej Gdańsk – Stargard, ze stacją Potęgowo i w pobliżu drogi krajowej nr 6. Wieś jest siedzibą gminy Potęgowo i miejscem odkryć archeologicznych.
W latach 1975–1998 miejscowość należała administracyjnie do województwa słupskiego.

## Transport

### Transport drogowy
Potęgowo leży przy drodze krajowej nr 6.
Potęgowo połączone jest autobusami PKS Słupsk ze Słupskiem, Lęborkiem oraz Damnicą.
Prywatni przewoźnicy świadczą połączenia z Lęborkiem oraz okolicznymi wsiami gminy.

### Transport kolejowy
W Potęgowie znajduje się stacja kolejowa z dworcem. Na dworcu znajdowały się kasy biletowe SKM Trójmiasto, obecnie kasy są nieczynne. Stacja kolejowa posiada 2 perony. Za stacją znajduje się bocznica przeładunkowa którą obsługuje PKP Cargo.
Stacja w Potęgowie obsługiwana jest przez pociągi Polregio.

## Edukacja
W Potęgowie działa:
- 1 żłobek
- 1 przedszkole
- 1 szkoła podstawowa

## Gospodarka
W Potęgowie znajdują się zakłady produkcyjne o charakterze krajowym i międzynarodowym. Działają tutaj m.in. Burhens Meble, Ulenberg oraz wiele innych mniejszych zakładów.
Potęgowo posiada także własne tereny inwestycyjne objęte patronatem Słupskiej Specjalnej Strefy Ekonomicznej.
Zaledwie 1 km od Potęgowa znajduje się stacja paliw Metryccy oraz stacja kontroli pojazdów.

## Handel
W samym centrum Potęgowa znajduje się ciąg sklepów i punktów usługowych. Przy ul. Kościuszki działa supermarket Lewiatan. W Potęgowie dominują sklepy spożywcze oraz wielobranżowe ale działają także m.in. poczta, bank, sklep elektroniczny, kioski, restauracja, hotel, solarium, kwiaciarnia, sklepy odzieżowe oraz wiele innych.

## Religia
W Potęgowie jest kościół rzymskokatolicki należący do parafii Skórowo.

## Infrastruktura
Infrastrukturą publiczną zarządza Zakład Usług Publicznych. W Potęgowie jest sieć ciepłownicza. Główna kotłownia jest przy ul. Szerokiej. W przyszłości planowana jest budowa sieci gazociągowej na terenie całej miejscowości.
Przy ul. Wiejskiej jest cmentarz komunalny zarządzany przez ZUP w Potęgowie.

## Sport i turystyka
W Potęgowie działają kluby piłki nożnej TS Pomorze Potęgowo (drużyna seniorska) oraz KS Potęgowo (drużyna juniorska).
Oprócz tego w Potęgowie działają kluby piłki ręcznej oraz tenisa stołowego.

### Turystyka
W okolicach Potęgowa znajduje się wiele zabytków oraz atrakcji turystycznych. W Potęgowie działa jeden hotel i znajduje się on przy ul. Kościuszki.

## Kultura
W Potęgowie działa Gminne Centrum Kultury.

## Media

### Radio
- Radio FaMa Słupsk
- Radio Słupsk
- RMF Maxxx Pomorze
- Radio Gdańsk

### Prasa
Urząd Gminy wydaje swoje własne czasopismo o nazwie Głos Potęgowa. Oprócz tego informacje z Potęgowa ukazują się w Głosie Pomorza oraz Dzienniku Bałtyckim.